# Política do Nepal
Em junho de 2006 o governo do Nepal e os rebeldes maoístas chegaram a um acordo para pôr fim a uma década de conflito.
Tal conflito ocorreu na tentativa de se instituir um estado comunista, no lugar da monarquia absoluta então vigente. A ideologia maoísta se fez presente no Nepal devido às condições materiais existentes, muito parecidas com as chinesas da primeira metade do século XX.
O Governo provisório de Katmandu e a guerrilha maoísta assinaram dia 21 de novembro de 2006, na capital nepalesa, um importante acordo político que põe fim a dez anos de guerra civil.
O texto foi assinado pelo chefe do Governo, Girija Prasad Koirala, e o líder maoísta, Pushpa Kamal Dahal, conhecido por presidente Prachanda, numa cerimónia transmitida pela televisão a que assistiram a generalidade da classe política do Nepal e a maioria das representações diplomáticas acreditadas no país. Do acordo resulta a integração de representantes maoístas no Governo e no Parlamento interino, o acantonamento da guerrilha, que se transforma em partido político, e a redução do número de efectivos do exército. Estão também marcadas eleições, em Junho de 2007, para uma Assembleia Constituinte que deverá pronunciar-se sobre o futuro da monarquia como forma de regime no Nepal.
O acordo assinado culmina um processo político de colaboração entre uma plataforma de sete partidos políticos nepaleses e a guerrilha maoísta que, desde Abril do corrente ano, desencadearam uma ação concertada para levar o rei, Gyanendra Bir Bikram, a revogar o estado de sítio proclamado em Fevereiro de 2005. Nesta data, invocando a situação de guerra civil que se vivia no país desde 1996, quando a organização de Prachanda iniciou uma "guerra popular" para derrubar a monarquia, Gyanendra assumiu o Governo e prometeu liquidar a guerrilha como condição prévia "para reativar a democracia multipartidária no espaço de três anos", disse então o monarca nepalês.
O acordo foi assinado um dia depois de serem conhecidas as conclusões de uma investigação sobre a atuação de Gyanendra entre Fevereiro de 2005 e Abril de 2006, em que se concluiu pela responsabilidade do rei na repressão que causou 19 mortos nos confrontos entre as forças de segurança e apoiantes da aliança dos sete partidos e dos maoístas.

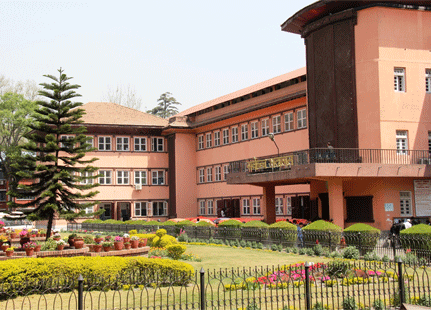
Prédio da Suprema Corte do Nepal.

Após as manifestações, o rei teve de ceder, levantando o estado de sítio e vendo serem reduzidos os seus poderes a um nível cerimonial.
Em setembro de 2015, uma nova constituição entrou em vigor no país. O novo texto foi formado com a esperança de trazer estabilidade política para o Nepal depois de décadas de grandes mudanças na configuração de poder. Visa, também, gerar o ambiente favorável para conseguir fomentar o crescimento, desenvolvimento e restauração do país após o terremoto do mesmo ano. A nova constituição mudou a divisão do Nepal, tornando uma República Federal com 7 províncias e um Estado secular. Algumas regiões, ao sul do país, porém, contam com uma parcela da população descontente com a nova constituição. Essas pessoas, de etnias minoritárias, querem a formação de uma província própria para essas áreas, achando que com a atual configuração elas serão sub-representadas. A constituição trouxe cotas para representação política de grupos discriminados historicamente, como as mulheres, comunidades indígenas e pessoas de castas baixas.